# 마르티니크 크리올
마르티니크 크리올(프랑스어: Créole martiniquais)은 프랑스어에 바탕을 둔 크리올이다. 프랑스 외에 영국과 스페인의 지배도 받았기 때문에, 영어와 스페인어로부터도 영향을 받았다. 과들루프 크리올이나 세인트루시아 크리올과는 매우 가까워서 이들을 한데 묶어서 안틸레스 크리올로 다루기도 한다.

## 발음 변화
마르티니크 크리올에서는 프랑스어 r발음이 다양하게 바뀐다.